# Skanzen kolejových vozidel v Chabówce

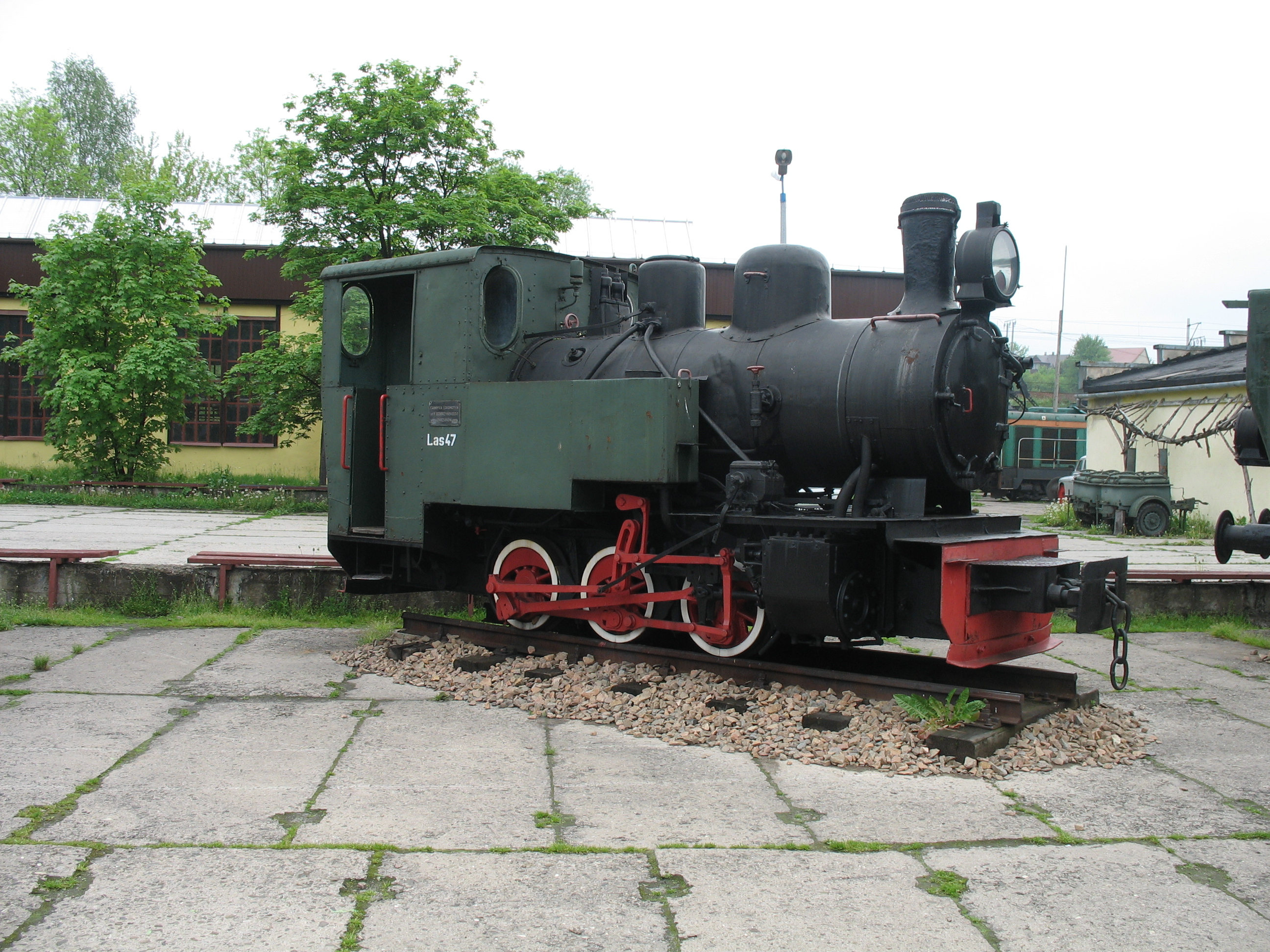
Lokomotiva Las47 v Chabówce

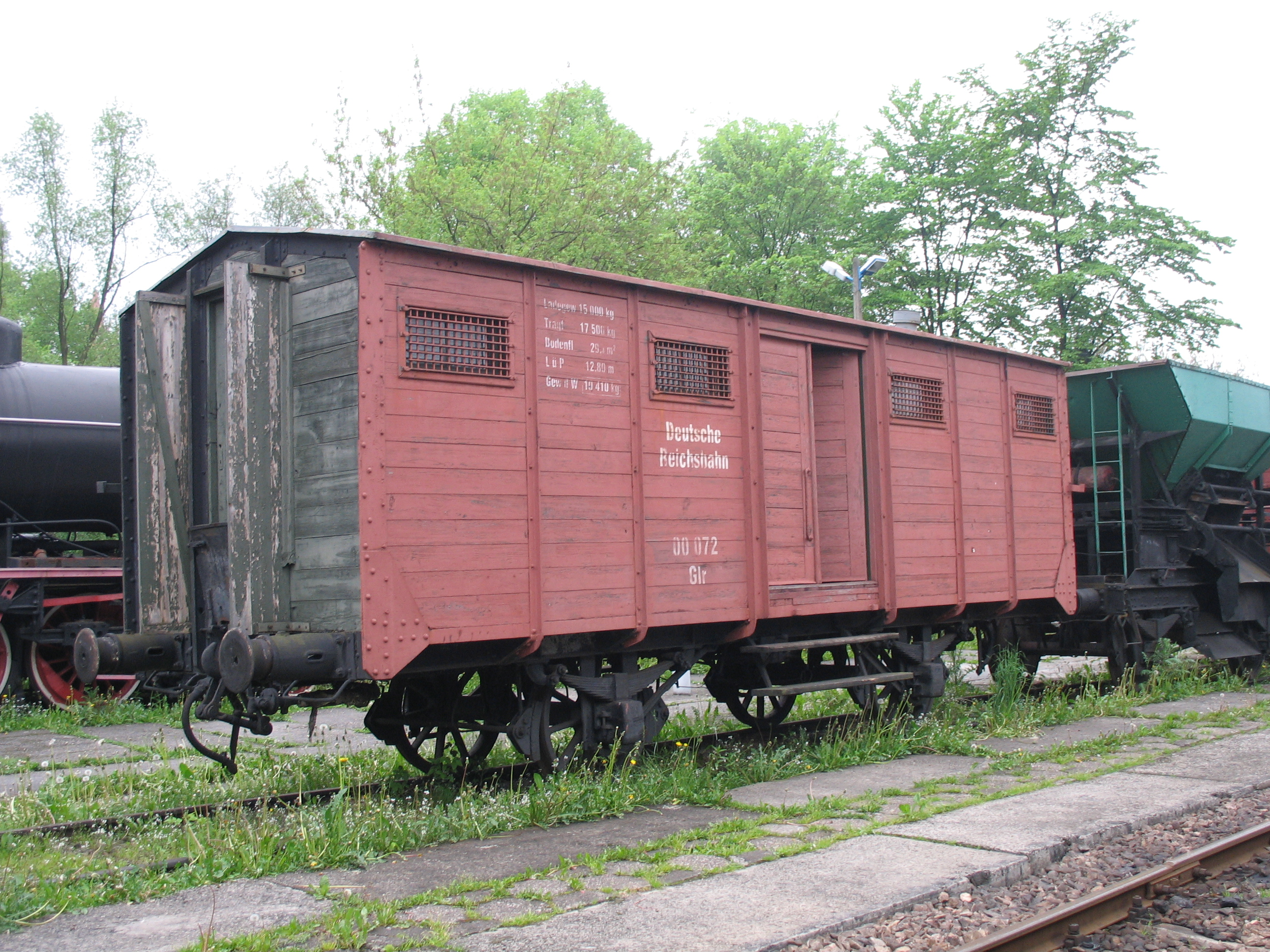
Krytý vůz Glr 00 072

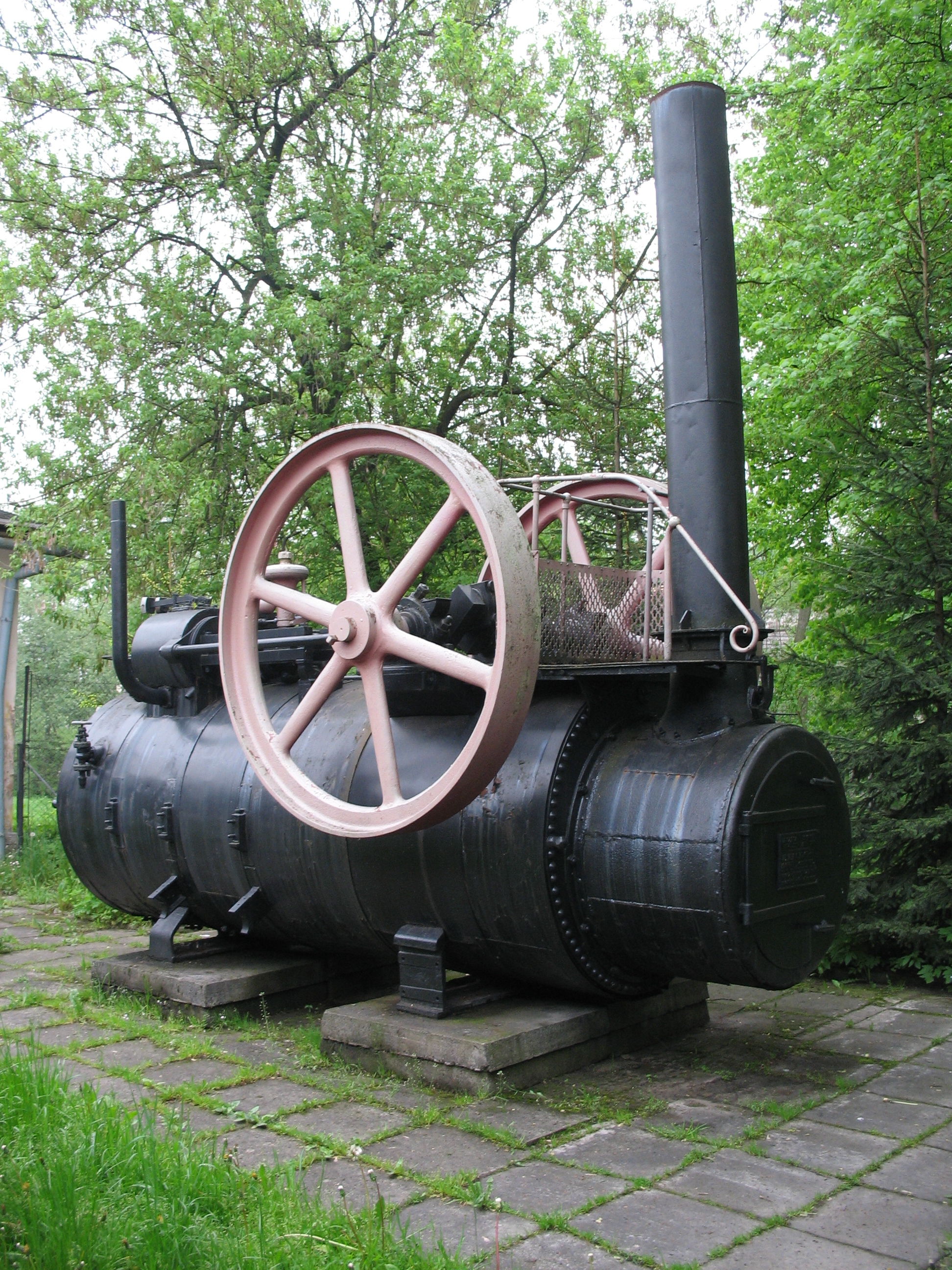
Lokomobila v Skanzenie

Sekce údržby a oprav historických kolejových vozidel "Skansen" Chabówka (polsky Sekcja Utrzymania i Napraw Taboru Zabytkowego „Skansen” Chabówka) se od roku 1993 nachází v Chabówce u Rabky Zdroje v Malopolském vojvodství.

## Historie skanzenu
Skanzen se nachází v bývalém depu z 1944, ve kterém mohlo být deponováno až 80 lokomotiv. V roce 1976 byly parní lokomotivy nahrazeny elektrickými. V roce 1986 bylo započato shromažďování historických vozidel a zařízení v depu v Suché Beskydské. Odtud byly sbírky v roce 1993 přestěhovány do slavnostně otevřeného skanzenu v Chabówce.

## Popis skanzenu
Muzeum má ve své sbírce 51 lokomotiv (z nichž osm je provozních), 25 osobních vozů, 55 nákladních vozů, 5 sněžných pluhů a další zařízení. Sbírku dohromady tvoří 135 železničních vozidel různých druhů. Skanzen příležitostně vypravuje zvláštní historické vlaky, které jezdí po trasách:
- Chabówka - Mszana Dolna - Chabówka,
- Chabówka - Dobra k. Limanowej - Chabówka,
- Chabówka - Zakopane - Chabówka,
- Kraków Główny - Kraków Nowa Huta - Kraków Główny,
- Chabówka - Osielec - Chabówka.

Od roku 2005 se v Chabówce koná Parowozjada - velká přehlídka parních lokomotiv.

### Seznam lokomotiv
Provozní parní lokomotivy
- Ty2-911 (v Chabówce nepřetržitě od roku 1947)
- TKt48-191
- TKh49-1 (Ferrum)
- OKz32-2
- Ty42-107

Parní lokomotivy v průběhu renovace
- Ty2-953

Parní lokomotivy čekající na revizi nebo opravu
- Ol49-100
- Tr12-25
- Ol12-7

Nepojízdné parní lokomotivy
- TKb 1479 (nejstarší lokomotiva v Polsku)
- OKl27-41
- TKp 2011
- TKt1-63
- TKh100-51
- Ty2-29, 50,1184
- Ol49-44
- TKh1-20
- Pt31-64
- Pt47-152
- Ty51-133, 137,182
- TKw2-114
- Ty23-104
- Ty45-386
- Tp4-259
- Ty37-17
- TKt3-16
- Ty42-19
- Tr202-19
- Ty43-9
- Tw12-12
- TKh-0175

Nepojízdné úzkorozchodné parní lokomotivy
- Tx26-423
- Tw53-2561
- Las47-1892
- Tw1-2665
- CK9-2558

Provozní elektrické lokomotivy
- EP02-07
- ET21-57
- EU06-01

Nepojízdné elektrické lokomotivy
- EP03-01
- EU07-001

Provozní  motorové lokomotivy
- Ls60-6322
- SP42-260
- SM30-211

Nepojízdné motorové lokomotivy
- SM40-01
- SM41-01
- SM04-002
- ST43-01

Provozní motorový vůz
- SN61-168

Vrak motorového vozu
- SBx-90104